# Крис Дотри
Кристофър Адам „Крис“ Дотри (на английски: Christopher Adam Daughtry; роден на 26 декември 1979 г.) е американски музикант.
Известен е като вокалист и ритъм китарист на рок групата Daughtry. В Американ Айдъл Сезон 5 завършва на четвърто място, финалният епизод е на 10 май 2006 г. След отпадането си от петия сезон на Американ Айдъл подписва договор с RCA Records и създава групата Daughtry. Нейният едноименен албум става най-бързо продаваният дебютен албум в историята на рока с повече от 1 милион копия само 5 седмици след издаването ѝ. Албумът е записан, преди групата да бъде официално анонсирана, а Крис Дотри е единственият официален член, присъствал в записа на албума.

## Изпълнения в American Idol, Сезон 5 (2006)
| Песен                                         | Изпълнител                       | Статус       |
| --------------------------------------------- | -------------------------------- | ------------ |
| The Letter                                    | The Box Tops                     | Напреднал    |
| Emotion                                       | Samantha Sang                    | Напреднал    |
| Wanted Dead Or Alive                          | Jon Bon Jovi                     | Спасен       |
| Hemorrhage (In My Hands)                      | Fuel                             | Спасен       |
| Broken                                        | Seether и Amy Lee от Evanescence | Спасен       |
| Higher Ground                                 | Stevie Wonder                    | Спасен       |
| I Walk The Line                               | Johnny Cash                      | Спасен       |
| What If                                       | Creed                            | Спасен       |
| Making Memories Of Us                         | Keith Urban                      | Спасен       |
| Innuendo                                      | Queen                            | Спасен       |
| What A Wonderful World                        | Louis Armstrong                  | Предпоследен |
| Have You Ever Really Loved A Woman?           | Bryan Adams                      | Спасен       |
| Renegade и I Dare You                         | Styx и Shinedown                 | Спасен       |
| Suspicious Minds и A Little Less Conversation | Elvis Presley                    | Елиминиран   |

### Гост участия (дуети)
- Sevendust And Chris Daughtry-The Past (2008)
- Theory Of A Deadman And Chris Daughtry-By The Way (2008)
- Third Day And Chris Daughtry-Slow Down (2008)
- Timbaland And Chris Daughtry-Long Way Down (2009)
- Kris Allen-Send Me All Your Angels (Текстописец) (2009)
- Allison Iraheta-Don't Wanna Be Wrong (Текстописец) (2009)
- Day Of Fire-Hello Heartache When I See Your Airplane (Текстописец) (2010)
- Lifehouse And Chris Daughtry-Had Enough (2010)
- Carlos Santana And Chris Daughtry-Photograph (2010)
- Various Artists And Chris Daughtry-4.A.M. (2012)
- Colton Dixton-Rise (Текстописец) (2013)
- 30 Seconds To Mars-Up In The Air (Текстописец) (2013)
- 30 Seconds To Mars-City Of Angels (Текстописец) (2013)
- 30 Seconds To Mars-Convergence (Текстописец) (2013)

## Албуми

### Cadence
- All Eyes On You (1999)

### Absent Element
- Uprooted (2005)

### Daughtry
- Daughtry (2006)
- Leave This Town (2009)
- Leave This Town:The B-Sides-EP (2010)
- Break The Spell (2011)
- Baptized (2013)